# Colegio de San Francisco Javier (Tudela)
El Colegio de San Francisco Javier, en Tudela, es un colegio privado católico de secundaria, ubicado en Tudela, Navarra, España. Fue fundado por la Compañía de Jesús en 1891, el colegio prepara a los alumnos para el Bachillerato Español, y cuenta con departamentos especializados en educación especial y en formación profesional especial. La escuela primaria Compañía de María sirve como escuela secundaria para el Colegio de Javier. Adyacente al colegio está la Iglesia de San Francisco Javier (Tudela).

## Historia
El primer colegio jesuita de Tudela se había fundado en 1600, el antiguo colegio de San Andrés, subsistiendo parcialmente en la Escuela Oficial de Idiomas, edificio adosado al Palacio del Marqués de San Adrián, junto a la Plaza de la Judería. El colegio de los jesuitas se trasladó al actual centro cultural Castel Ruiz, hasta la Supresión de la Compañía de Jesús en 1868. 
En 1888 se inician las obras del nuevo edificio, que fueron realizadas por el contratista local Blas Morte, contando con las donaciones de benefactores como Josefa Lecumberri y el Marqués de Fontellas que permiten su ejecución.
El 12 de septiembre de 1891 se inaugura el colegio y la ciudad se hizo cargo del mismo, con la matriculación de 54 alumnos (36 de ellos internos), pero luego pasó a manos de los jesuitas. En la década de 1890 se construyó un nuevo complejo.
Durante la Segunda República los jesuitas, ante su inminente expulsión, y para evitar la nacionalización de la propiedad, se la vendieron por una peseta a Víctor Morte Celayeta, hijo del constructor, Blas Morte. Durante esos años el colegio se convirtió en instituto y en 1938 Víctor Morte devolvió la propiedad siendo restablecido el colegio nuevamente.

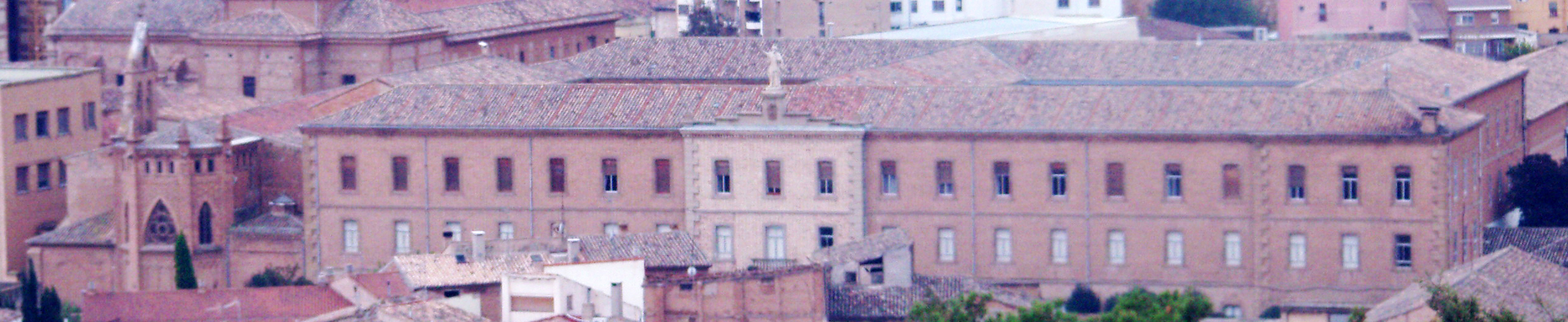
Visión de conjunto de la iglesia y el colegio

En 1953 se añadió la Escuela Profesional de San José (ETI), pero se transfirió al Gobierno de Navarra en 1984.  Xavier se convirtió en mixto en 1971. En 1979 se fundó el grupo Quetzal, y la división principal pasó a manos de la Sociedad de María. El primer director laico fue nombrado en 1995.